# Валентано
Валентано (итал. Valentano) — коммуна в Италии, располагается в регионе Лацио, подчиняется административному центру Витербо.
Население составляет 2935 человек (на 2001 г.), плотность населения составляет 67,8 чел./км². Занимает площадь 43,29 км². Почтовый индекс — 01018. Телефонный код — 0761.
Покровителем коммуны почитается святой апостол и евангелист Иоанн Богослов. Праздник ежегодно празднуется 27 декабря.